# Klein-Nauas-Schutztruppenturm
Der Klein-Nauas-Schutztruppenturm, auch bekannt als Hindenburgturm, ist ein historischer Wehrturm in Namibia.
Er wurde von den deutschen Schutztruppen in Deutsch-Südwestafrika gegen den Rehobother Baster-Aufstand gebaut. Der Turm steht an der Kreuzung der Hauptstraße C15 und der Nebenstraßen D1448 etwa 43 km nördlich von Uhlenhorst und 77 km östlich von Rehoboth.
Der Klein-Nauas-Schutztruppenturm war einer von zahlreichen Festungen der Schutztruppe in Südwestafrika. Er hat heute noch touristischen Wert.